# Jackson Douglas
Jackson Douglas (nacido en 1969) es conocido por su papel de Jackson Belleville en la serie de televisión Las Chicas Gilmore, para la que también dirigió el episodio de la 5ª Temporada 'Vivir y dejar Diorama' y el de la 6ª Temporada 'Bienvenidos a la casa de muñecas'. También escribió y dirigió el cortometraje Brown Eyed Girl.
Douglas conoció a la actriz de doblaje Alex Borstein (Madtv y Family Guy) mientras trabajaban en el ACME Comedy Theater en Los Ángeles. Le propuso matrimonio durante la grabación de un sketch de MadTV, y se casaron en 1999. Tienen un hijo, Barnaby Borstein Douglas, que nació el 8 de septiembre de 2008. 